# Philippe Ariès
Philippe Ariès (Blois, 21 luglio 1914 – Tolosa, 8 febbraio 1984) è stato un medievista francese, importante storico della famiglia e dei costumi sociali.

## Biografia
Nato nella valle della Loira da una benestante famiglia borghese con forti sentimenti di attaccamento alla tradizione monarchica e all'Ancien Régime, crebbe e trascorse la maggior parte della vita a Parigi.
Da bambino frequentò le scuole parrocchiali, prima di iscriversi al liceo Janson de Sailly, nel XVI arrondissement. Intellettualmente precoce, il padre, ingegnere elettrico, lo inviò per un anno a fare pratica di contabile in un'azienda elettrica in Normandia; dopo accesi contrasti familiari, poté infine seguire la propria passione per gli studi storici, prima all'Università di Grenoble, poi alla Sorbona, dove si laureò in storia e geografia.
Nel 1936 conseguì il Diplôme d'études supérieures con una tesi su uno dei corpi giuridici della Parigi del XVI secolo. Negli anni universitari scrisse articoli per L'Etudiant français, giornale studentesco di ispirazione monarchica.
Fallì l'esame di abilitazione all'insegnamento del 1939, e allo scoppio della guerra venne arruolato come allievo ufficiale; fu smobilitato con l'armistizio del giugno 1940 e tornò a Parigi, dove per un anno studiò alla Biblioteca nazionale di Francia per ritentare l'esame. Quel periodo fu cruciale per la sua formazione intellettuale, poiché gli diede modo di scoprire le nuove dottrine di storia sociale portate avanti con l'École des Annales da Marc Bloch e Lucien Febvre, e la sociologia della scuola di Émile Durkheim, del tutto ignorate nei circoli intellettuali di destra da lui frequentati negli anni trenta.
Per la seconda volta, nel 1941, non superò l'esame, si offrì perciò come istruttore alla École nationale des cadres supérieurs di La Chapelle-en-Serval, sostenuta dal regime di Vichy. Simpatizzante delle idee di Pétain, inneggianti il ritorno a uno stile di vita più tradizionale per la società francese, Ariès compose Les Traditions sociales dans les pays de France, un saggio analitico sulle variazioni regionali delle tradizioni della vecchia Francia, come base teorica per un'alternativa federalista alla repubblica centralista.
Inizialmente entusiasta dell'esperimento educativo di La Chapelle, Ariès in seguito se ne allontanò, rifiutando la visione collaborazionista di una Francia in decadimento morale e fisico. Il contatto coi giovani delle classi più basse, del tutto ignari del proprio passato, stimolò tuttavia in lui l'interesse per la storia sociale e dei costumi.
Lasciando La Chapelle nell'estate del 1942, Ariès trovò un impiego come archivista all'Institut des fruits et agrumes coloniaux; dato che il commercio con le colonie era virtualmente cessato a quel punto della guerra, il lavoro era poco, così Ariès ebbe tempo per dedicarsi allo studio della demografia storica.
Le ricerche di Ariès suscitarono dopo la guerra l'interesse dell'Institut national d'études démographiques, organizzazione pubblica di ricerca fondata sotto Vichy dal Premio Nobel per la medicina Alexis Carrel; Ariès pubblicò quindi tre articoli su Population, il giornale dell'Istituto, e raccolse i propri studi in un libro, Histoire des populations françaises et de leurs attitudes devant la vie depuis le XVIIIe siècle.
Nell'immediato dopoguerra Ariès scrisse una serie di saggi sulla storiografia francese, raccolta nel 1954 nel libro Le Temps de l'histoire che all'uscita non ebbe molta attenzione da parte dei critici, ma si guadagnò l'ammirazione di alcuni eminenti studiosi in quanto ad originalità.
Incoraggiato da alcuni amici dell'Action française, Ariès tornò al giornalismo, collaborando con due testate di destra, Paroles françaises (1945–6) e La Nation française (1955–66), per cui scriveva di argomenti sociali e culturali. Nei primi anni sessanta fu controvoglia trascinato nel dibattito circa la decisione del presidente Charles de Gaulle di concedere l'indipendenza all'Algeria. Ariès teneva in proposito un atteggiamento fatalistico, e nei suoi articoli cercò una posizione di mediazione criticando la brutale repressione da parte dell'esercito nei confronti dei coloni francesi, piuttosto che la decisione di de Gaulle in se stessa: la sua posizione non piacque a nessuno, né al governo né ai suoi vecchi amici dell'Action française, al che Ariès decise di lasciare il giornalismo politico (1966). Alla metà degli anni sessanta stava del resto guadagnando un certo riconoscimento in ambito accademico: i suoi studi di storia demografica lo avevano condotto nel più vasto campo della cultura familiare, con particolare attenzione alle relazioni genitori/figli; tali ricerche divennero la base per il suo libro forse più famoso, L'Enfant et la vie familiale sous l'Ancien Régime (Padri e figli nell'Europa medievale e moderna).
Durante gli anni sessanta gli interessi di Ariès progressivamente si spostarono sugli atteggiamenti culturali nei confronti della morte nell'era moderna; un accademico statunitense, Orest Ranum, lo invitò a tenere una serie di lezioni in materia all'Università Johns Hopkins nel 1973, che divennero la base dello studio Western Attitudes toward Death (Storia della morte in Occidente: dal Medioevo ai giorni nostri). Grazie ad una borsa di studio al Woodrow Wilson Center di Washington nel 1976, riuscì ad elaborare in maggior dettaglio le sue tesi in L'Homme devant la mort.
Alla metà degli anni settanta Ariès era diventato una celebrità: oltre a tenere frequenti lezioni in Nord America ed Europa era invitato spesso in radio e in televisione dove discuteva i recenti sviluppi in materia di storia culturale acquisendo notorietà anche al di fuori della cerchia degli addetti ai lavori. Sebbene gli accademici suoi coetanei ne avessero largamente ignorato il lavoro, Ariès, col fresco contributo interpretativo che portò alla storia culturale, si guadagnò l'interesse di una nuova generazione di storici collegati all'École des hautes études en sciences sociales; dal 1978 al 1982 fece parte del corpo docente dell'École, e per la prima volta poté impegnarsi in progetti di ricerca collaborativi.
Ariès si servì in quell'epoca della sua rete di colleghi europei ed americani per lanciare un ambizioso progetto riguardante la storia della vita privata. Fu invitato al Wissenschaftskolleg di Berlino, dove si trasferì nella primavera del 1983, ma Primerose, sua moglie, era malata gravemente, e lui stesso aveva problemi di salute: il soggiorno della coppia dovette interrompersi per fare ritorno a Tolosa, città d'origine della moglie.
Primerose morì nell'estate del 1983, Philippe Ariès la seguì pochi mesi dopo, nel febbraio 1984; il suo lavoro incompiuto, i cinque volumi dell'Histoire de la vie privée venne portato a termine dai colleghi Georges Duby, Roger Chartier e Paul Veyne, e pubblicato a partire dal 1985. Chartier curò anche un'edizione rivista di Le Temps de l'histoire (1986) ed una raccolta di saggi di Ariès col titolo Essais de mémoire (1993). Jeannine Verdès-Leroux raccolse in un'edizione critica gli articoli usciti su La Nation française, col titolo Le Présent quotidien (1997).

## Opere
- 1948, Histoire des populations françaises et de leurs attitudes devant la vie depuis le XVIIIe siècle, Parigi, Self.
- 1954, Le temps de l'histoire, Munchen, Rocher (Il tempo della storia, Roma, Laterza 1987).
- 1960, L'enfant et la vie familiale sous l'ancien régime, Parigi, Seuil (Padri e figli nell'Europa medievale e moderna, Roma-Bari, Laterza 1981).
- 1974, Western attitudes toward death: from the Middle Ages to the present, Baltimora, Johns Hopkins University Press (ed. franceseEssais sur l'histoire de la mort en occident: du Moyen Age à nos jours, Parigi, Seuil 1975; ed. italiana Storia della morte in Occidente: dal Medioevo ai giorni nostri, Milano, Biblioteca universale Rizzoli 1989).
- 1977, Le commerce de la banane dans le monde, en France et dans les colonies françaises, Parigi, l'Emancipatrice.
- 1977, L'Homme devant la mort. 1. Le temps des gisants, Parigi, Seuil (L'uomo e la morte dal medioevo ad oggi, Bari, Laterza 1980).
- 1977, L'Homme devant la mort. 2. La mort ensauvagée, Parigi, Seuil (L'uomo e la morte dal medioevo ad oggi, Bari, Laterza 1980).
- 1980, Un historien du dimanche, Parigi, Seuil (Uno storico della domenica, Bari, Edipuglia, 1992).
- 1981, Catastrophe à la Martinique, Parigi, Herscher.
- 1983, En face de la mort, Tolosa, Privat.
- 1983, Images de l'homme devant la mort, Parigi, Seuil.
- 1984, Sexualités occidentales, Parigi, Seuil.
- Ariès, P., Duby, G., 1985, Histoire de la vie privée, 1: De L'empire romain à l'an mil, Parigi, Seuil (La vita privata: Dall'Impero romano all'anno Mille, Roma-Bari, Laterza 1987).
- Ariès. P., Duby, G., 1985, Histoire de la vie privée, 2: De l'Europe féodale à la Renaissance, Parigi  Seuil (La vita privata: Dal Feudalesimo al Rinascimento, Roma-Bari, Laterza 1987).
- Ariès, P., Duby, G., 1986, Histoire de la vie privée , 3: de la Renaissance aux Lumières, Parigi, Seuil (La vita privata: Dal Rinascimento all'Illuminismo, Roma, Laterza 1988).
- Ariès, P., Duby, G., 1987, Histoire de la vie privée, 4: de la Révolution à la Grande Guerre, Parigi, Seuil (La vita privata: L'Ottocento, Milano, Laterza 1988).
- Ariès, P., Duby, G., 1987, Histoire de la vie privée, 5: de la Première Guerre mondiale, Parigi, Seuil, (La vita privata: Il Novecento, Roma-Bari, Laterza 1988).
- 1993, Essais de mémoire: 1943-1983, Parigi, Seuil (I segreti della memoria: saggi 1943-1983, Scandicci, la Nuova Italia 1996).
- 1997, Le présent quotidien, 1955-1966, Parigi, Seuil.